# Berve
Berve (románul Berghin) községközpont Romániában, Fehér megyében, az azonos nevű község központja.

## Neve
A település első említése 1313-ból való Lotryd néven. Névváltozatai: Bumi, Beumi (1332), Bervey (1348), Bluet Rydt (1558), Berve (1369, 1625).

## Története
A település és környéke már a népvándorlás és a római kor idején is lakott hely lehetett, a falu délkeleti részén római illetve népvándorlás korabeli nekropoliszt tártak fel.
Nevét 1313-ban az oklevelek Lotryd néven említették. (Györffy: Az Árpád-kori. II. 134.), majd neve 1332-ben Bumi, Beumi (Documente. XIV. C., III. 129, 130.), 1348-ban Bervey, 1369-ben Berve, majd 1625-ben is Berve (C. Suciu: Dicţionar istoric.) formában fordult elő.
A falunak 1332-ben már plébániatemploma is volt, a pápai tizedjegyzék szerint ebben az évben Konrád nevű papja 22 dénárt, majd 34 dénárt fizetett. Ez a Konrád egyben a springi kerület dékánja is volt. (Documente. XIV. C., III. 129, 130.)
Egy 1348. évi oklevél szerint Berve püspöki birtok volt. (Documente. XIV. C., IV. 424.; Györffy: i.h.) Temploma a feljegyzések szerint 1826-ban már rossz állapotban volt, 1887-ben pedig egy vihar után használhatatlanná vált. Később, 1900-ban szép gótikus stílusban építették újjá.
A reformáció idején középkori lakossága lutheránussá lett templomával együtt.

## Népesség
- 1850: 3817 fő, ebből 3029 román, 31 magyar, 581 német, 176 egyéb
- 1900: 4995 fő, ebből 4066 román, 53 magyar, 800 német, 76 egyéb
- 1930: 5583 fő, ebből 4422 román, 6 magyar, 991 német, 164 egyéb
- 1966: 3845 fő, ebből 3324 román, 3 magyar, 518 német
- 1992: 2260 fő, ebből 2094 román, 3 magyar, 148 német, 15 egyéb
- 2002: 2169 fő, ebből 2035 román, 14 magyar, 34 német, 86 egyéb

## Látnivalók
- Szent Péter-templom, 1707-ben épült[4]